# 大阪府道159号平野守口線
大阪府道159号平野守口線（おおさかふどう159ごう ひらのもりぐちせん）は、大阪府大阪市平野区から守口市に至る一般府道である。

## 概要
大阪市平野区平野上町1丁目から守口市京阪本通1丁目に至る。
元をたどれば、京街道と高野街道とを結んだ中高野街道（放出街道）を踏襲した道である。全体的に狭隘で、大阪府道15号八尾茨木線と同様に一方通行区間や車両通行禁止区間が多い。平野区・守口市間を行き来するのであれば並行して走る国道479号（内環状線）を使う方がよい。

### 路線データ
- 起点：大阪市平野区平野上町1丁目（平野元町交差点、国道25号交点）
- 終点：守口市京阪本通1丁目（京阪本通1東交差点、国道1号交点）

## 路線状況

### 重複区間
- 大阪府道161号深野南寺方大阪線（守口市高瀬町5丁目）

### 道路施設

#### 橋梁
- 両国橋（平野川、大阪市平野区 - 大阪市生野区）
- 古大和橋（第二寝屋川、大阪市城東区 - 大阪市鶴見区）
- 放出大橋（寝屋川、大阪市鶴見区）

### 一方通行区間
| 方向                                               | 区間                                            |
| 起点→終点                                          |                                                 |
| -------------------------------------------------- | ----------------------------------------------- |
| 起点→終点                                          | 大阪市生野区巽南3丁目                           |
| 起点→終点                                          | 大阪市生野区巽北3丁目 - 大阪市生野区小路2丁目   |
| 起点→終点                                          | 東大阪市高井田西6丁目 - 大阪市鶴見区放出東1丁目 |
| 起点→終点                                          | 大阪市鶴見区鶴見2丁目                           |
| 起点→終点                                          | 大阪市鶴見区鶴見5丁目 - 大阪市同鶴見区鶴見6丁目 |
| 起点→終点                                          | 大阪市鶴見区緑3丁目                             |
| 起点→終点                                          | 大阪市旭区清水5丁目                             |
| 起点→終点                                          | 守口市馬場町1丁目 - 守口市梅園町                |
| 終点→起点                                          |                                                 |
| 守口市馬場町2丁目 - 守口市高瀬町4丁目              |                                                 |
| 大阪市鶴見区緑1丁目                                |                                                 |
| 大阪市鶴見区鶴見5丁目 - 大阪市鶴見区鶴見3丁目      |                                                 |
| 東大阪市足代1丁目 - 生野区小路東（小路駅前交差点） |                                                 |
| 大阪市生野区巽中3丁目 - 大阪市生野区巽中4丁目      |                                                 |
| 大阪市生野区巽南3丁目                              |                                                 |

### 車両通行禁止区間
| 区間                                  | 理由           | 備考                                                                     |
| ------------------------------------- | -------------- | ------------------------------------------------------------------------ |
| 東大阪市足代1丁目 - 東大阪市長堂1丁目 | 商店街のため   |                                                                          |
| 大阪市鶴見区鶴見2丁目                 | 道路狭隘のため | 7 - 18時は許可車両を除く歩行者・自転車専用・その他時間は南向きの一方通行 |
| 守口市土居町 - 守口市京阪本通1丁目    | 商店街のため   |                                                                          |

## 地理

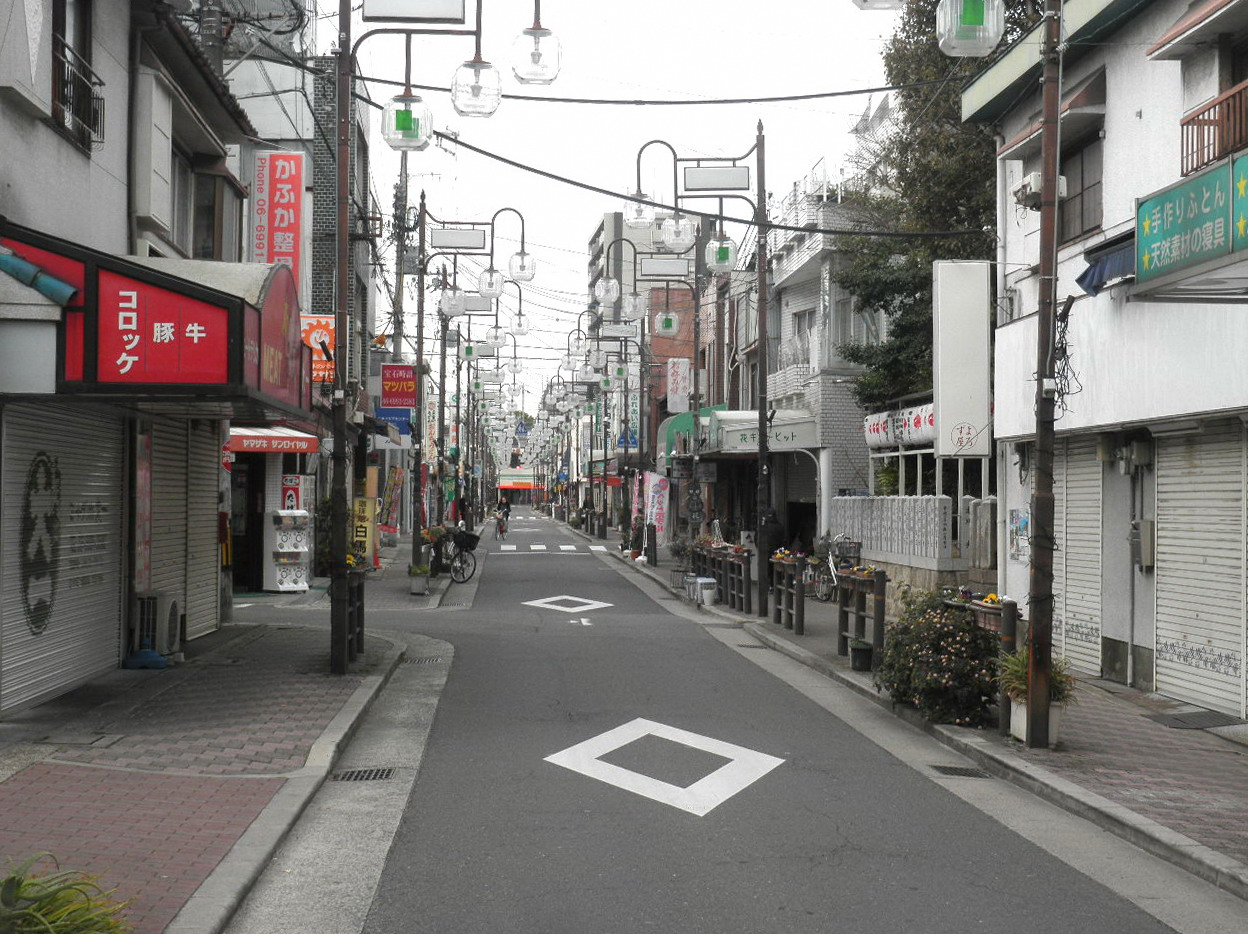
京阪土居駅の南側（高瀬神社前付近）

### 通過する自治体
- 大阪府
  - 大阪市（平野区 - 生野区） - 東大阪市 - 大阪市（東成区 - 鶴見区 - 旭区） - 守口市

| 交差する道路                                                        | 市町村名 | 市町村名 | 交差する場所  | 交差する場所             |
| ------------------------------------------------------------------- | -------- | -------- | ------------- | ------------------------ |
| 国道25号 国道165号 重複 大阪府道5号大阪港八尾線 重複                | 大阪市   | 平野区   | 平野上町1丁目 | 平野元町交差点 / 起点    |
| 国道479号 / 内環状線                                                | 大阪市   | 生野区   | 巽南3丁目     |                          |
| 大阪府道173号大阪八尾線 / 勝山通                                    | 大阪市   | 生野区   | 巽中1丁目     |                          |
| 国道479号                                                           | 大阪市   | 生野区   | 小路東1丁目   | 小路駅前交差点           |
| 大阪府道24号大阪東大阪線 大阪府道・奈良県道702号大阪枚岡奈良線 重複 | 東大阪市 | 東大阪市 | 長堂1丁目     |                          |
| 国道308号 / 中央大通                                                | 東大阪市 | 東大阪市 | 高井田西6丁目 |                          |
| 大阪府道168号石切大阪線                                             | 大阪市   | 鶴見区   | 放出東1丁目   |                          |
| 大阪府道・奈良県道8号大阪生駒線 / 鶴見通・阪奈道路                  | 大阪市   | 鶴見区   | 鶴見4丁目     |                          |
| 大阪市道都島茨田線 / 花博通                                         | 大阪市   | 鶴見区   | 鶴見5丁目     |                          |
| 国道163号                                                           | 大阪市   | 鶴見区   | 緑3丁目       | 緑3丁目交差点            |
| 大阪府道161号深野南寺方大阪線 重複区間起点                          | 守口市   | 守口市   | 高瀬町5丁目   |                          |
| 大阪府道161号深野南寺方大阪線 重複区間終点                          | 守口市   | 守口市   | 高瀬町5丁目   |                          |
| 国道1号                                                             | 守口市   | 守口市   | 京阪本通1丁目 | 京阪本通1東交差点 / 終点 |

### 交差する鉄道
- 関西本線
- Osaka Metro千日前線
- 近鉄大阪線
- Osaka Metro中央線
- おおさか東線
- 片町線
- Osaka Metro長堀鶴見緑地線
- 京阪本線

### 沿線
大阪市平野区
- 大阪市立平野北中学校
- JR西日本関西本線・片町線 平野駅

大阪市生野区
- 大阪市立巽小学校
- 大阪市立巽中学校
- Osaka Metro千日前線
  - 南巽駅 - 小路駅
- 小路郵便局
- 大阪市立小路小学校

東大阪市
- ブランドーリふせ - 当府道を通過するアーケード商店街
- 万代布施店
- 近鉄大阪線・近鉄奈良線 布施駅
  - ロンモールふせ
- 元祖廻る元禄寿司 本店 - 回転寿司発祥の店

大阪市鶴見区
- JR西日本おおさか東線・片町線 放出駅
- Osaka Metro長堀鶴見緑地線 今福鶴見駅
- 大阪信愛女学院短大
- 花博記念公園鶴見緑地

大阪市旭区
- 大阪市立新森小路小学校
- 大阪市立旭東中学校
- 大阪府立光陽支援学校
- 大阪市立清水小学校

守口市
- 京阪本線 土居駅
- 土居商店街（ポポラーレ土居） - 当府道を通過するアーケード商店街
- 旭通商店街 - 同上